# 2014년 세계 남자 배구 선수권 대회
2014년 세계 남자 배구 선수권 대회는 2014년 8월 30일부터 9월 21일까지 폴란드에서 열린 18번째 세계 배구 선수권 대회이다.

## 같이 보기
- 2014년 FIVB 세계 여자 배구 선수권 대회

틀:2014년 세계 남자 배구 선수권 대회
틀:세계 배구 선수권 대회